# 大熊町立熊町小学校
大熊町立熊町小学校（おおくまちょうりつくままちしょうがっこう）は、福島県双葉郡大熊町にあった町立小学校。2011年に発生した東日本大震災および福島第一原発事故により福島県会津若松市にて教育を行っていた。

## 沿革

### 略歴
大熊町立熊町小学校は、1876年、熊小学校として設立された。その後、1899年に高等科を設置し、熊町尋常高等小学校と改称、1941年には、国民学校令により熊町国民小学校と改称した。第二次世界大戦降伏後の学制改革によって、熊町村立大野小学校となり、1954年には、現在の校名となった。2011年に発生した東北地方太平洋沖地震による東日本大震災および福島第一原発事故のため福島県会津若松市に存在した旧河東第三小学校の校舎を利用して、大熊町立大野小学校とともに合同で授業を行っていた。

### 年表

#### 熊町小学校
- 1876年（明治6年）3月 - 大字熊川の遍照寺に熊小学校が創立される
- 1877年（明治7年） - 大字夫沢字に夫沢小学校が創立される
- 1890年（明治20年）4月1日 - 熊小学校が熊尋常小学校に夫沢小学校が夫沢簡易小学校になる
- 1896年（明治26年）4月1日 - 熊尋常小学校と夫沢簡易小学校が合併し、熊町尋常小学校となる。夫沢簡易小学校は分校となる
- 1899年（明治29年）
  - 4月30日 - 高等科を設置し、熊町尋常高等小学校となる
  - 5月3日 - 校舎を新築し、開校式を行う
- 1909年（明治42年）7月17日 - 村立熊町実業補修学校の附設の認可を得る
- 1911年（明治44年）- 村立熊町実業補修学校閉校
- 1920年（大正10年）
  - 1月27日 -大字熊川宇野原29番地の校舎新築
  - 4月1日 高等科を3年にする
- 1941年（昭和16年）4月1日 - 国民学校令により熊町国民小学校となる
- 1947年（昭和22年）4月1日 - 学校教育法により熊町村立熊町小学校となる
- 1954年（昭和29年）11月1日 - 大野村と熊町村との合併により大熊町発足。大熊町立熊町小学校となる
- 1971年（昭和46年）3月 - 夫沢分校を統合
- 1979年（昭和54年）5月27日 - 全日本学校環境緑化コンクール特選。文部大臣賞・農林水産大臣賞を受賞する
- 2011年（平成23年）
  - 3月11日 - 東北地方太平洋沖地震の発生。それによる東日本大震災および福島第一原発事故のため休校となる
  - 4月16日 - 避難先の旧会津若松市立河東第三小学校にて入学式を行う[1]
  - 4月19日 - 始業式を敢行[1]
- 2022年（令和4年）
  - 3月31日 - 大熊町立大熊中学校および大熊町立大野小学校との統合により廃校
  - 4月1日 - 義務教育学校である大熊町立学び舎ゆめの森が開校

## 学校行事
| - 4月 始業式・入学式 - 5月 - 6月 | - 7月 - 8月 - 9月 | - 10月 - 11月 - 12月 | - 1月 - 2月 - 3月 終業式・卒業式 |

## 通学区域
- 大熊町[2][注釈 2]
  - 大字熊(字旭台を除く)、大字熊川、大字小入野、大字小良浜、大字夫沢の区域

## 進学先中学校
- 大熊町立大熊中学校[2]

## 所在地
- 福島県双葉郡大熊町大字熊川字緑ヶ丘10番地（避難前の所在地）
- 福島県会津若松市河東町大田原字村中186（2021年8月現在の所在地）